# Edvard Brandes
Carl Edvard Cohen Brandes (Copenaghen, 21 ottobre 1847 – Copenaghen, 20 dicembre 1931) è stato uno scrittore, politico e giornalista danese.
Redattore del Politiken dal 1884 al 1904, fu parlamentare dal 1880 al 1927 e Ministro delle finanze dal 1909 al 1920. Brandes fu membro del Parlamento Danese per il Partito liberale danese (Venstre) dal 1880 al 1894. In collaborazione con il politico e giornalista Viggo Hørup e con l'editore Christen Berg, fu coeditore Morgenbladet (Il Giornale del Mattino) a sostegno del suo partito. Questa collaborazione editoriale ebbe termine nel 1883 quando Berg entrò in conflitto con gli altri due editori a causa di dissidi sulla politica editoriale della testata. Nel 1884 Brandes fondò un nuovo giornale, il Politiken insieme al suo precedente collaboratore Hørup, e ad Hermann Bing. 
Egli ebbe anche un fratello maggiore, Georg Brandes, che collaborò con lui.